# Phoroncidia rubens
Phoroncidia rubens är en spindelart som beskrevs av Tord Tamerlan Teodor Thorell 1899. Phoroncidia rubens ingår i släktet Phoroncidia och familjen klotspindlar.
Artens utbredningsområde är Kamerun. Inga underarter finns listade i Catalogue of Life.